# صخر سيليكي
سيليكي هي صفة لوصف الصهارة أو الصخور البركانية الغنية بالسيليكا. عادة ما يتم تعريف الصخر السيليكي بكمية السيليكا المشكلة بنسبة 63 في المائة على الأقل. الصخور السيليكية الأكثر شيوعًا هي الجرانيت والريوليت.
السيليكي هي مجموعة من صهارة السيليكات التي تتبلور في النهاية بنسبة صغيرة نسبيًا من سيليكات الحديد المغنيسيوم، مثل الأمفيبول والبيروكسين والبيوتيت. المكونات الرئيسية للصخر السيليكي تكون من معادن غنية بمعادن السيليكا، مثل الفلسبار السيليكي أو حتى من السيليكا الحرة مثل الكوارتز.

## مثال
«مجموعة شمر» هي تسلسل صخر سليسي وصخر بركاني فتاتي في شمال غرب المملكة العربية السعودية.